# (1107) Lictoria
(1107) Lictoria – planetoida z pasa głównego asteroid okrążająca Słońce w ciągu 5 lat i 248 dni w średniej odległości 3,18 au. Została odkryta 30 marca 1929 roku w obserwatorium w Pino Torinese przez Luigiego Voltę. Nazwa planetoidy pochodzi od Fasci Littori (łac. Fasces Lictores), symbolu włoskiej partii faszystowskiej. Przed nadaniem nazwy planetoida nosiła oznaczenie tymczasowe (1107) 1929 FB.